# Microheros termitophagus
Microheros termitophagus är en spindelart som beskrevs av Wesolowska, Cumming 1999. Microheros termitophagus ingår i släktet Microheros och familjen hoppspindlar. Inga underarter finns listade i Catalogue of Life.